# چستر دیل

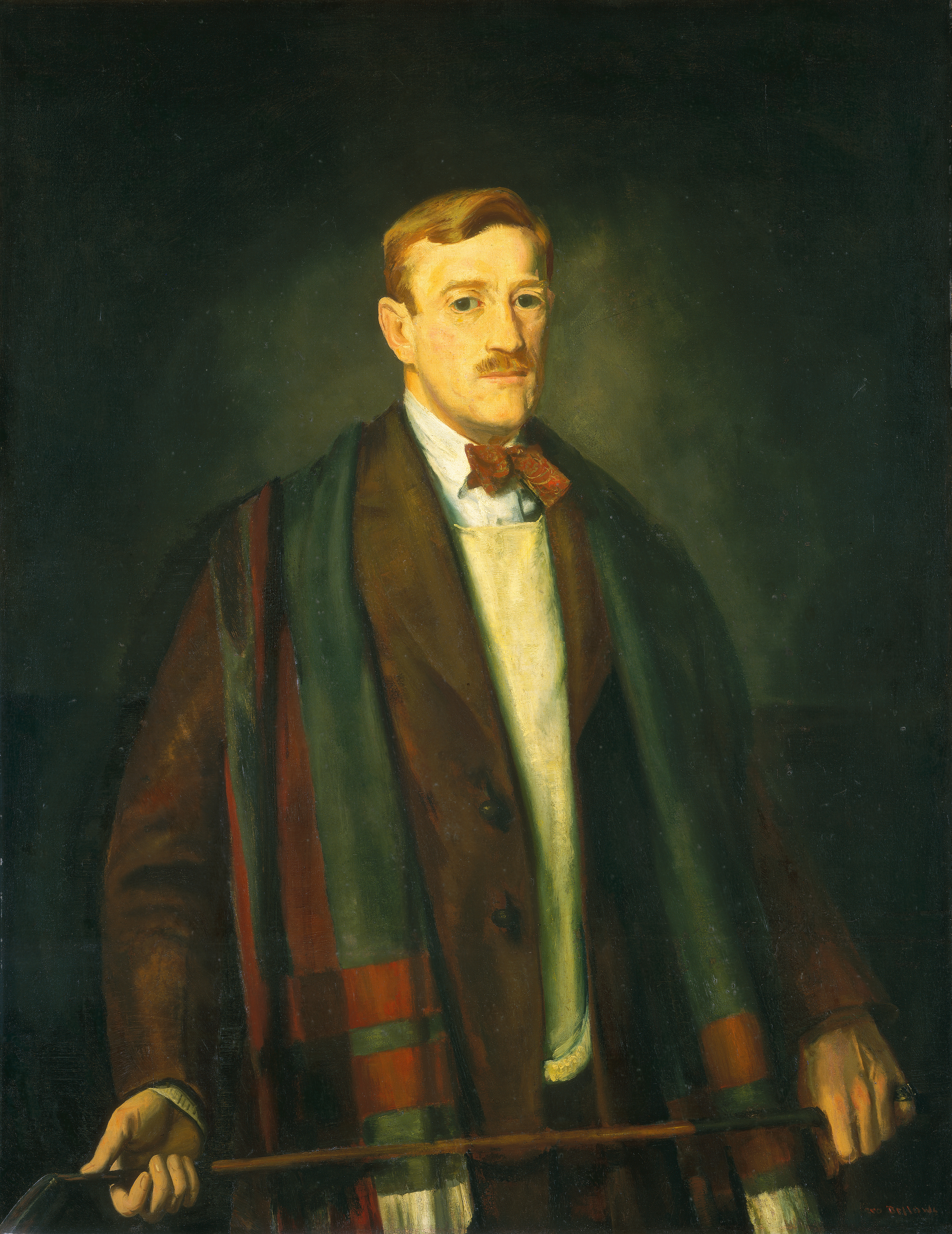
پرتره از چستر دیل توسط جرج بلوز در ۱۹۲۲ میلادی در گالری ملی هنر، واشینگتن DC.

چستر دیل (Chester Dale) (زادهٔ ۳ می ۱۸۸۳ – درگذشت ۱۶ دسامبر ۱۹۶۲)، بانکدار آمریکایی و حامی هنر بود. دیل با کار کردن در بورس نیویورک ثروت هنگفتی اندوخت و توانست نقاشی‌های فرانسوی قرن نوزدهم و بیستم را گردآوری کند. هرچند او تصمیم داشت تا یک موزه شخصی بسازد، اما او بخشی از کلکسیون خود را در ۱۹۴۱ میلادی به نگارخانه ملی هنر در واشینگتن DC اهدا کرد. بقیه کلکسیون او نیز پس از مرگش به گالری ملی به ارث گذاشته شد.

## حرفه
دیل در ۱۸۸۳ میلادی متولد شده و حرفه مالی خود را در پانزده سالگی، به عنوان پادو در بورس نیویورک، آغاز کرد.
با گذشت زمان، او دارایی‌های را به‌دست‌آورد که شامل اوراق قرضه از شرکت‌های خدمات شهری، خط آهن و شهرداری در ایالات متحده و کانادا می‌شد. زمانی که نگارخانه ملی هنر باز می‌شد، دیل ۲۲ تصویر آمریکایی به این نگارخانه به عاریت داد و در عرض چند ماه دو اتاق از نقاشی‌های امپرسیونیسم فرانسوی، ایجاد شد. بنابر درخواست نقاش جرج بلوز، دیل در ۱۹۲۲ میلادی پذیرفت تا برای یک نقاشی رنگ روغنی روی پارچه مخصوص آماده شود، این نقاشی دیل را نشان می‌داد که یک چوگان گلف بازی در دست داشت. هم دیل و هم بلوز در ایام جوانی خود ورزشکاران نیمه-حرفه‌ای بودند.
در ۱۹۶۲ میلادی، امانت‌های درازمدت هنرمندان برجسته که از اواسط قرن نوزدهم تا اواسط قرن بیستم در پاریس روی آن‌ها کار کرده بودند، با وصیت نامه دیل به نگارخانه داده شد. کارهای که دیل به نگارخانه به ارث گذاشت شامل کارهای از هنرمندان ژان-بتیست-کامی کورو، کلود مونه، پل سزان، سالوادور دالی، آمادئو مودیلیانی، آنری ماتیس و پابلو پیکاسو بود.

## زندگی شخصی
او در سن ۲۷ سالگی با ماود موری ازدواج کرد، نقاش و منتقد هنری که او را با ایده گردآوری هنر مدرن آشنا ساخت.

### میراث
پس از مرگ دیل، نگارخانه ملی ۸۸ نقاشی را از محل اقامت شخصی وی که آپارتمانی در هتل پلازا در نیویورک بود، دریافت کرد. این نقاشی‌ها به ۱۵۲ آثار هنری دیگر که او قبلاً به نگارخانه ملی به عاریت داده بود، اضافه شد. ۶ نگارخانه جدید در طبقه اصلی ساخته شد تا این آثار هنری جدید در آن‌ها گنجانده شود. این ارثیه شامل ۲۴۰ نقاشی، ۷ تندیس، ۲۲ آثار گرافیک، بیش از ۱۲۰۰ کاتالوگ فروشات و بیش از ۱۵۰۰ کتاب بود. افزون بر آن، سه فلوشیپ با یک هدیه ۵۰۰٬۰۰۰ دلار نیز به عنوان بخشی از ارثیه، ارایه گردید.